# Loch Pattack
Loch Pattack är en sjö i Storbritannien.   Den ligger i kommunen Highland och riksdelen Skottland, i den norra delen av landet, 700 km norr om huvudstaden London. Loch Pattack ligger 421 meter över havet. Arean är 0,59 kvadratkilometer.Omgivningarna runt Loch Pattack är i huvudsak ett öppet busklandskap. Den sträcker sig 1,1 kilometer i nord-sydlig riktning, och 1,0 kilometer i öst-västlig riktning.